# مارثا جيلهورن
مارثا إليس جيلهورن (8 نوفمبر 1908 – 15 فبراير 1998) كانت روائية، وأديبة سفر، وصحافية أمريكية واعتُبرت من أعظم المراسلين الحربيين في القرن العشرين.
غطت تقاريرها تقريبًا كل صراع عالمي كبير حدث خلال مسيرتها المهنية التي استمرت 60 عامًا. كانت جيلهورن أيضًا الزوجة الثالثة للروائي الأمريكي إرنست همنغواي، من عام 1940 إلى عام 1945. انتحرت في عام 1998 عن عمر يناهز 89 عامًا، حيث كانت مريضة وشبه عمياء. سميت جائزة مارثا جيلهورن للصحافة تكريمًا لها.

## حياتها المبكرة
ولدت جيلهورن في 8 نوفمبر عام 1908 في مدينة سانت لويس بولاية ميسوري، وهي ابنة إدنا فيشل جيلهورن، وهي مناصرة لحقوق المرأة، وجورج جيلهورن، وهو طبيب نسائي من أصل ألماني. كان والدها وجدها يهوديان، بينما كانت جدتها من عائلة بروتستانتية. أصبح شقيقها والتر أستاذًا قانونيًا معروفًا في جامعة كولومبيا، وكان شقيقها الأصغر ألفريد طبيبًا للأورام وعميدًا سابقًا لكلية الطب بجامعة بنسلفانيا.
في سن السابعة، شاركت جيلهورن في «ذا غولدين لان» وهو تجمع حاشد لمناصرات حقوق المرأة للتصويت في المؤتمر الوطني للحزب الديمقراطي لعام 1916 في سانت لويس. اصطفت نساء حاملات مظلات صفراء مرتدين أوشحة صفراء على جانبي شارع رئيسي يؤدي إلى مدرج سانت لويس. وضعت لوحة الدول أمام متحف الفن، فكانت الدول التي لم تمنح المرأة حق التصويت مغطاة بالأسود. وقفت جيلهورن وفتاة أخرى تدعى ماري توسيج في مقدمة الصف لتمثيل الناخبات المستقبليات.
في عام 1926، تخرجت جيلهورن من مدرسة جون بوروز في سانت لويس، والتحقت بكلية برين ماور، على بعد عدة أميال خارج فيلادلفيا. في العام التالي، انسحبت دون أن تتخرج لتعمل كصحفية. ظهرت مقالاتها المنشورة الأولى في ذا نيو ريببلك. في عام 1930، قررت أن تصبح مراسلة أجنبية، وذهبت إلى فرنسا لمدة عامين، حيث عملت في مكتب يونايتد برس في باريس، لكنها طُردت بعد أن أبلغت عن تعرضها للتحرش الجنسي من قبل رجل يعمل بالوكالة. أمضت سنوات تسافر عبر أوروبا، وكتبت في الصحف في باريس وسانت لويس، وغطت أخبار الموضة لمجلة فوغ. أصبحت ناشطة في الحركة السلمية، وكتبت عن تجربتها في كتابها عام 1934 بعنوان يا لها من مطاردة جنونية.
بعد عودتها إلى الولايات المتحدة في عام 1932، وظف هاري هوبكنز جيلهورن، الذي التقت به أثناء صداقتها مع السيدة الأولى إليانور روزفلت. دعت عائلة روزفلت جيلهورن للعيش في البيت الأبيض، وقضت الأمسيات هناك لمساعدة إليانور روزفلت في كتابة المراسلات وعمود السيدة الأولى «ماي داي (يومي)» في مجلة وومانس هوم كومبانيون. عُينت كمحققة ميدانية للإدارة الفيدرالية للإغاثة في حالات الطوارئ (إف إي آر إيه)، التي أنشأها فرانكلين ديلانو روزفلت للمساعدة في إنهاء الكساد الكبير. سافرت جيلهورن في جميع أنحاء الولايات المتحدة من أجل إف إي آر إيه للإبلاغ عن كيفية تأثير الكساد على البلاد. ذهبت أولًا إلى غاستونيا بولاية كارولينا الشمالية. في وقت لاحق، عملت مع دوروثي لانج، مصورة، لتوثيق الحياة اليومية للجياع والمشردين. أصبحت تقاريرهم جزءًا من الملفات الحكومية الرسمية للكساد العظيم. كن قادرات على التحقيق في الموضوعات التي لم تكن عادة مفتوحة للنساء في ثلاثينيات القرن العشرين. اعتمدت على بحثها لكتابة مجموعة من القصص القصيرة، المشكلة التي شهدتها (1936). في ولاية آيداهو أثناء تأدية عملها في إف إي آر إيه، أقنعت جيلهورن مجموعة من العمال بكسر نوافذ مكتب إف إي آر إيه للفت الانتباه إلى المدير الفاسد. على الرغم من نجاح هذا إلا أنها طُردت من إف إي آر إيه.